# Micralestes eburneensis
Micralestes eburneensis är en fiskart som beskrevs av Daget, 1965. Micralestes eburneensis ingår i släktet Micralestes och familjen Alestidae. IUCN kategoriserar arten globalt som nära hotad. Inga underarter finns listade i Catalogue of Life.